# Indice internazionale dei coloranti
L'indice internazionale dei coloranti (Colour Index International) è un registro di riferimento per le sostanze coloranti gestito da Society of Dyers and Colourists (Società dei tintori e coloristi) e da American Association of Textile Chemists and Colorists (Associazione americana dei chimici tessili e coloristi) e usato come riferimento per i preparati in commercio sia da produttori che utilizzatori.
La prima edizione fu stampata nel 1925, ma oggi è presente esclusivamente sul web. Le sostanze coloranti, siano esse pigmenti o coloranti, sono catalogate per nome generico (Colour Index Generic Names) e per numero (Colour Index Constitution Numbers). Questo numero è normalmente preceduto dal prefisso C.I. o CI, per esempio C.I. 73000 indica il blu tino I.
Per ogni riferimento è indicato il produttore, la forma fisica, gli usi principali commentati dai produttori per aiutare eventuali clienti. La disponibilità di un sistema standard di classificazione è di grande aiuto a produttori e utilizzatori perché risolve conflitti legati alla storicità, proprietà e genericità dei nomi utilizzati per i colori.

## Numero di colour index
I numeri di colour index sono raggruppati secondo la struttura chimica.
| Struttura           | Numeri      | Categoria |
| ------------------- | ----------- | --------- |
| Nitroso             | 10000-10299 |           |
| Nitro               | 10300-10999 |           |
| Monoazo             | 11000-19999 |           |
| Diazo               | 20000-29999 |           |
| Stilbene            | 40000-40799 |           |
| Difenilmetano       | 41000-41999 |           |
| Trifenilmetano      | 42000-44999 |           |
| Xantene             | 45000-45999 |           |
| Acridina            | 46000-46999 |           |
| Chinolina           | 47000-47999 |           |
| Metino              | 48000-48999 |           |
| Tiazolo             | 49000-49399 |           |
| Indamine            | 49400-49699 |           |
| Indofenolo          | 49700-49999 |           |
| Azina               | 50000-50999 |           |
| Ossazina            | 51000-51999 |           |
| Tiazina             | 52000-52999 |           |
| Amminochetone       | 56000-56999 |           |
| Antrachinone        | 58000-72999 |           |
| Indigoide           | 73000-73999 |           |
| Ftalocianina        | 74000-74999 |           |
| Pigmenti inorganici | 77000-77999 |           |